# Otaguottouemin
Otaguottouemin (Otaguottaouemin, Kotakoutouemi, Otokotouemi, Outaoukotwemiwek), pleme pravih Algonquina, naseljenih nekada sjeverno od Kichesipirinija u dolini rijeke Ottawa. Spominje ih Champlain na svome putu Ottawom 1615. Živjeli su od lova i ribolova po rijekama i jezerima.

## Vanjske poveznice
- A Prelude to Change - The Arrival of Europeans
- Algonkin History  Arhivirana inačica izvorne stranice od 7. siječnja 2005. (Wayback Machine)